# Beポンキッキーズ
『beポンキッキーズ』（ビーポンキッキーズ）は、BSフジにて、2011年4月25日から2017年3月31日まで放送された子供向け番組である。通称は『beポン』『P-kies』。

## 概要
同枠で放送されていた『Beポンキッキ』を改題。スタジオセットやオープニング曲の「All You Need Is Love」などはそのまま引き継いでいる。『ポンキッキーズ』の題名を使用するのは地上波放送以来5年1ヶ月ぶりとなり、『P-kies』のロゴや各コーナーに入る際の「P-kiesウィンドウ」も復活した。
2013年にポンキッキシリーズ40周年を迎え、過去シリーズでの映像や出演者などが再び起用されたり、記念パッケージ（DVD・書籍）が発売されている。
2017年4月2日より三度『ポンキッキーズ』にリニューアルし、日曜8時よりの週一回放送となる。

## 内容の変遷

### 2011年度
『Beポンキッキ』からのレギュラー陣に加えてジェロが出演。『ポンキッキーズ』時代のオープニングテーマであった『GET UP AND DANCE』もエンディング前に使用された。
金曜日は保護者向けに、専門家から子育てや教育に関するアドバイスを行う『beポン・ママ』を放送。
同年3月11日に発生した東日本大震災を機に、詩の朗読やメッセージなど、子供達への支援を込めた「げんき! ゆうき! プロジェクト」を開始した。
| 担当               | 出演者 |
| ------------------ | --- |
| MC                 | ジェロ/いしいさん（石井正則）/アッキーナ（南明奈）/チェルシー（チェルシー舞花）/セーラ |
| キャラクター       | ガチャピン（声：雨宮玖二子）/ムック（声：松田重治）/ロリポップス/Pちゃん/コニーちゃん（声：クリス智子） |
| beポン・ファミリー | GGマイク（マイク眞木）/オジバジオ（ピーター）/が〜まるちょば/ダンテ（ダンテ・カーヴァー）/ヒコーキさん（大塚ムネト）/ラバーガエル（ラバーガール）/ たくや（畠山拓也）/マヤ･ハッチ/momoko/ゆうや（清水優哉）/土師野隆之介<2011年7月〜>/多摩っ子バブルス |
| OP                 | All You Need Is Love（The Beatles） |
| ED                 | GET UP AND DANCE/365日のLove song（岡本真夜/金曜） 他 |

### 2012年度
シリーズ初の子役MCとして、鈴木福と谷花音が出演。
「ろんご鮨」のコーナーに温水洋一がアイドル歌手「ヌックン」役で出演、10月より論語朗読のコーナーにならゆりあが出演。
『ポンキッキーズ』MCであったBose（スチャダラパー）がエンディング映像出演および歌唱指導を担当。
10月より金曜日の『beポン・ママ』を『beポン・アカデメイア』に改題。
2012年度厚生労働省社会保障審議会推薦児童福祉文化財番組に選ばれる。
| 担当               | 出演者 |
| ------------------ | --- |
| MC                 | ふく（鈴木福）/かのん（谷花音） |
| キャラクター       | ガチャピン/ムック/ロリポップス/アルファベッツ/コニーちゃん                                                                                 |
| beポン・ファミリー | いしいさん/ジェロ/ヌックン（温水洋一）/が〜まるちょば/アッキーナ/チェルシー/GGマイク/セーラ/ならゆりあ<2012年10月〜>/多摩っ子バブルス/Bose |
| OP                 | All You Need Is Love |
| ED                 | GET UP AND DANCE/365日のLove song（金曜） 他                                                                                               |

### 2013年度
シリーズ40周年を迎え、土・日曜日を含め毎日放送となる。『ポンキッキーズ』内で放送された午前8時8分のアニメーションによる時報が土日限定で復活した。
『ポンキッキーズ』MCであった鈴木蘭々が番組イベントやナレーションで出演。
金曜日は歌やコーナードラマを中心にした『うたポン』、土曜日は日菜あこをMCに、母親向けの情報を扱う『ママポン』を放送。
10月より『うたポン』に代わり日曜日はガチャピン・チャレンジやファンクラブ通信ほか、様々なコンテンツを交えた『ガチャポン』を放送。
| 曜日         | 担当               | 出演者 |
| ------------ | ------------------ | --- |
| 日曜 - 金曜  | MC                 | ふく/かのん |
| 日曜 - 金曜  | コーナー           | TEMPURA KIDZ<2013年6月〜>/Bose/鈴木蘭々                                                                               |
| 日曜 - 金曜  | beポン・ファミリー | いしいさん/ジェロ/ヌックン/が〜まるちょば/アッキーナ/チェルシー/GGマイク/セーラ                                       |
| 土曜         | MC                 | 日菜あこ/いしいさん                                                                                                   |
| キャラクター | キャラクター       | ガチャピン/ムック/ロリポップス/チビミミ/アルファベッツ/コニーちゃん                                                   |
| OP           | OP                 | All You Need Is Love                                                                                                  |
| ED           | ED                 | ネコニャンニャンニャン イヌワンワンワン カエルもアヒルもガーガーガー（福と花音）/I Love Your Smile（Shanice/土曜） 他 |

### 2014年度
「世界は音楽でできている」をテーマに、歌や音楽を中心としたコーナーを日替わりで放送。
Mei、ニコラス・エドワーズなど歌手・ミュージシャンが主に出演し、Boseが14年半ぶりにメインMCを担当した。
土曜日は月曜 - 金曜のダイジェスト『beポン ミュージックアワー』、日曜日は家族向けの『ファミポン』を放送。
8月のライブイベントにて、ニコラス・川上大輔によるボーカルユニット「be2」を結成。
| 担当               | 出演者 |
| ------------------ | --- |
| MC                 | Bose/Mei/ニコラス（ニコラス・エドワーズ）/ふく/かのん |
| コーナー・スタジオ | ウキウキさん（かねこひろゆき）/大ちゃん（川上大輔）<2014年6月〜>/チャラン・ポ・ランタン<2014年7月〜>/ No:Z<2014年6月〜>/珍しいキノコ舞踊団<2014年7月〜>/オンプマン |
| キャラクター       | ガチャピン/ムック/ロリポップス/チビミミ/アルファベッツ/コニーちゃん/ジョウゴさま                                                                                   |
| beポン・ファミリー | いしいさん/ジェロ/が〜まるちょば/アッキーナ/チェルシー/セーラ |
| OP                 | All You Need Is Love/Welcome to Ponkickies |
| ED                 | WINDING ROAD （be2）<2014年12月〜> 他 |

### 2015年度
月曜〜金曜の平日放送に戻り、午前8時8分の時報を廃止。金曜は0〜3歳児向けのコーナー「bepon baby」（のち「beポンキッキーズ baby」）を放送。
新レギュラーにきいやま商店が加入し、ラバーガールが番組に復帰した。
ポンキッキシリーズとしては20年ぶりとなる「歌のおねえさん」を公募。4月3日にオーディションの様子を放送、4月29日開催（5月放送）のライブで初登場した。
| 曜日        | 担当               | 出演者                                                                                            |
| ----------- | ------------------ | ------------------------------------------------------------------------------------------------- |
| 月曜 - 木曜 | MC                 | ふく/かのん/ニコラス/大ちゃん/チャラン・ポ・ランタン/珍しいキノコ舞踊団/きいやま商店/ラバーガエル |
| 月曜 - 木曜 | コーナー・スタジオ | ウキウキさん<〜2015年9月>                                                                         |
| 月曜 - 木曜 | キャラクター       | ガチャピン/ムック/ロリポップス/チビミミ/アルファベッツ/コニーちゃん/ジョウゴさま                  |
| 金曜        | MC                 | えりこおねえさん（塚本江里子）<2015年5月〜>                                                       |
| 金曜        | キャラクター       | ガー/ムー                                                                                         |
| OP          | OP                 | All You Need Is Love                                                                              |
| ED          | ED                 | 不定                                                                                              |

### 2016年度
「みんなが主役」をテーマに、視聴者投稿コーナーの増加や、親子での体験ワークショップを開催。
月曜日〜木曜日はスタジオにキャラクターのみ出演、レギュラー陣は各コーナーに出演する。金曜日は様々に活躍する母親を紹介する「P-kies MAMA」を放送。
| 曜日         | 担当         | 出演者 |
| ------------ | ------------ | --- |
| 月曜 - 木曜  | コーナー     | ふく/かのん/ニコラス/大ちゃん/キノコクイーン（伊藤千枝〈珍しいキノコ舞踊団〉）/きいやま商店/ラバーガエル/えりこおねえさん |
| 金曜         | MC           | 飛永翼〈ラバーガール〉/えりこおねえさん                                                                                   |
| キャラクター | キャラクター | ガチャピン/ムック/ガー/ムー/Pちゃん/ロリポップス/コニーちゃん/チビミミ                                                    |
| OP           | OP           | All You Need Is Love |
| ED           | ED           | 夢で逢えたら（be5〈川上大輔〉）                                                                                           |

## 放送時間
| 期間       | 期間       | 放送時間（日本時間） | 放送時間（日本時間） |
| 期間       | 期間       | 月曜 - 金曜          | 土曜･日曜            |
| ---------- | ---------- | -------------------- | -------------------- |
| 2011.04.25 | 2013.03.29 | 7:30 - 8:00（30分）  | （放送無し）         |
| 2013.04.01 | 2015.03.31 | 7:30 - 8:00（30分）  | 8:00 - 8:30（30分）  |
| 2015.04.01 | 2016.09.30 | 7:30 - 8:00（30分）  | （放送無し）         |
| 2016.10.03 | 2017.03.31 | 7:30 - 7:55（25分）  | （放送無し）         |

## 主なコーナー
一部は休止後、再放送される場合もある。Beポンキッキ#主なコーナーも参照。
- ジャカジャカジャンケン

毎回エンドクレジット前に放送。再び8歳のコニーちゃんが登場した。
2012年度は月〜木曜日のオープニングにも行い、ふく・かのん いずれかの人形を引き選ばれた方がジャンケンをする。
2013年度は似顔絵の描かれたサイコロを振り、選ばれた人がジャンケンをする。
2015年度はスタッフロール後に各出演者（金曜のみコニーちゃん）が日替わりで登場する。
- 100かい口上

2011年7月より土師野隆之介が担当。
- beポン親子ワークショップ

各分野で活躍する人物を講師役に、親子ペアで参加するワークショップ。
- ミンナでミンワ

2012年度放送。ふく・かのんが世界の民話を演じる。
- ろんご鮨

2012年度放送。論語にちなんだ寿司を出す寿司屋を舞台としている。
- かのんのじゅもん

2012年度放送。論語を元にした、悩み解決の「呪文」を教える。声の出演：夏木マリ
- beポン ろんご自慢

2013年度放送。小学生以下の子供参加で、覚えた論語をのど自慢風に発表する。司会は山本愛香、審査員は小島毅。
- beポン時計

2013年度放送。視聴者の子供参加で、手作りの時計で世界各国の時間を知らせる。『キッズ時計』とのタイアップ。
- ミルククラウン／Bepon method TV／P-kies method TV

過去のシリーズからセレクトされたショートスケッチ集。2014年度に「Bepon method TV」、2015年度に「P-kies method TV」に改名された。
- ジョウゴの神様

2014年度放送。Boseが畳語をラップにして披露する。
- メイリズム

2014年度放送。Meiがヴァイオリン演奏を披露したり、海外の音楽を紹介する。曲によりムックがチェロ、大ちゃんがボーカルで加わる。
- えいごでシングあそんぐ

2014年度放送。ニコラスが童謡や番組の楽曲を日本語と英語で披露する。
- おいしいうた／○○のうた

2014年度〜2015年度放送。チャラン・ポ・ランタンが食べ物をテーマに歌を作って披露する。
- beチャレンジ

2014年5月～7月に放送。曜日対抗でさまざまなチャレンジをして優勝を争う。
- 大ちゃんをさがせ!

2014年6月16日より放送。大ちゃんが東京の名所などに紛れ、どこにいるか探す。
2015年度より他の出演者が登場するバージョンを放送。
- つくっちゃお！

2015年度放送。かのんがパティシエ役、ふくがアシスタント役で、簡単に作れるお菓子を紹介。
- うたごっこ

2015年度放送。ニコラス・大ちゃん・ロリポップスが歌を使った遊びをする。
- なぞなぞガエル

2015年度放送。ラバーガエルが様々な単語を「なぞなぞっぽい言葉」（答えは特に無し）にする。
- あそんじゃお！

2015年度放送。珍しいキノコ舞踊団とロリポップスが擬声語を体で表現する。
- きいやま商店あらわる

2015年度放送。きいやま商店が商店街で出会った子供の名前を当てるゲームをする。
- WAKE UP ⚪︎⚪︎!

2015年6月22日より放送。ラバーガエルのオオミズ（大水洋介）がパラパラを踊りながら、公募で寄せられた名前を呼びかける。
呼びかける名前は当初1人のみだったが、後に複数人になった。

### コーナードラマ・アニメ
タピット（TA-PIT）
コルクや紙などで作られた人形劇。スイスの放送局・RSI制作。
ロンゴマックス
「論語カード」で言霊パワーを操り、「真の死皇帝」率いる悪の軍団と戦うヒーローアニメ。全13話。
- 声の出演：
  - ロンゴマックス／ジン…中川翔子
  - ノブヒコ…鈴木福
  - ユズ…谷花音
  - 妖姫…松井咲子（AKB48）
  - エミ…荻野可鈴
  - ボロ…春名風花
  - アキラ…上妻成吾

ボリオ（Bolio）
ミュージシャンを目指す青年・ボリオが曲を作る人形劇。
ガーとムー
「bepon baby」枠で放送。キャラクターのガーとムーが登場するショートアニメ。
キュッパ（KUBBE）
ノルウェーの絵本作家・オーシル・カンスタ・ヨンセン原作のショートアニメ。森に暮らす丸太の男の子、キュッパが主人公。ガチャピン・ムックとのコラボレーションも成された。

## beポン メロディ／P-kiesメロディ
初期は「beポン メロディ」と呼んでいたが、2015年度より「P-kiesメロディ」に統一された。
2011年
- ジェろんご（ジェロ）
- 365日のLove song（岡本真夜）

2012年
- ネコニャンニャンニャン イヌワンワンワン カエルもアヒルもガーガーガー（福と花音）
あのねのね『ネコ・ニャンニャンニャン』をカバー。

2013年
- DANCE de NiPPON（TEMPURA KIDZ）
- ロリポップスたいそう のーびのびよーん（ヒャダイン）
- はっぴぃ☆ハッピィ☆でいず（ロリポップス）

2014年
- キリンだゾウ!（下石奈緒美）

2015年
- 言ったらダメよ。（きいやま商店）
- ガムシャラ☆グッデイ（初音ミク）
『ガーとムー』イメージソングで、番組初のボーカロイド曲。プロデュースは40mP。
- 夢で逢えたら（川上大輔）
一人五役の「be5」に扮して歌う。

2016年
- ハブとマングース（きいやま商店）
- 誕生日がやって来たワイ!ワイ!ワイ!（きいやま商店）
- 平成こども賛歌（ジュネス☆プリンセス／マジカル・パンチライン）
作詞は三宅裕司。
- キミはえらい!（藤山直美）

## ライブイベント
- 40周年記念前夜祭 福くん、花音ちゃん、ガチャピン・ムックと歌おう! 来年もよろしくライブ[11]

2012年12月28日、ル テアトル銀座 by PARCOにて開催。『ポンキッキーズ』メインMCであったBose、鈴木蘭々、さらに小島よしお、スギちゃんがゲスト出演。模様は2013年1月6日『beポンキッキーズ 40周年スペシャル～人気の40曲全部みせます!～』にて放送。
- P-kies 40周年記念ライブ in お台場新大陸

2014年8月25日、お台場新大陸特設ステージ・新大陸 Great Summer スタジアムにて開催。模様は8月31日特番で放送。
- P-kies 40周年記念  P-kiesクリスマスライブ2014

2014年12月21日、天王洲銀河劇場にて開催。
- 子どもの日スペシャル P-kies LIVE

2015年4月29日、日経ホールにて開催。模様は5月5日番組でダイジェスト放送、5月24日特番で放送。
- P-kiesスペシャルLIVE2015[12]

2015年12月12日、フジテレビ湾岸スタジオにて開催。模様は12月25日特番で放送。
- P-kies 夏のうたまつり[13]

2016年8月21日、日経ホールにて開催。模様は8月29日特番で放送。

## スタッフ
- 企画/エグゼクティブプロデューサー：小畑芳和
- 監修：岩立京子（東京学芸大学教授）、上野一彦（東京学芸大学名誉教授・日本LD学会理事長）、苅宿俊文（青山学院大学教授）、榊原洋一（お茶の水女子大学大学院教授）、鈴木みゆき（和洋女子大学教授）、杉田洋（東京学芸大学名誉教授・日本英語協会理事）、真板昭夫（京都嵯峨芸術大学教授）
- 論語監修：加地伸行（大阪大学名誉教授・立命館大学教授）、小島毅（東京大学大学院人文社会系研究科教授）
- アドバイザー：谷川俊太郎、茂木健一郎、武田双雲
- ブレーン：須田泰成、我妻弘崇
- 構成：舘川範雄、内田英一
- コレオグラファー：ラッキィ池田/近藤良平、振付稼業air:man、濱田“Peco”美和子
- 音楽：山口栄
- アート制作：加藤タカ、てっこん、南家こうじ、後藤真由子、菊田真紀子
- キャラクター制作：北田哲也、きはらようすけ、保坂純子、山村エナミ
- 技術：馬場雄二、小森谷健太朗、井上貴人、佐藤浩一
- 照明：谷口明美
- 美術：吉良久仁子、内山真理子、石田博巳、石井一之介、村田誠司、横山公一
- 音響効果：西山知史
- 編集：澤田成樹
- MA：吉田肇
- 衣装：相澤樹/SERIKA、タイガーリリー
- ヘアメイク：梅原麻衣子、Nico
- 衣装協力：ASBee、L.L.Bean、渋谷フロンティア、ナイキ、SLAM
- 技術協力：フジ・メディア・テクノロジー（旧・八峯テレビ）、IMAGICA、ビデオウイング
- 制作協力：スタッフ Q、Little Studios Inc.、DNA Media 、ライジン
- 協力：フジアール、光子館、藤森照信/本道佳子、深澤大輝/まつながあき、Gloea!
- BSフジ：坪井進一郎（坪井→一時離脱→復帰）、山田桃子
- タイムキーパー：山本美衣
- ディレクター：武富英夫（一時期チーフディレクター）、平尾基樹、奥瀬雄城、阪田芙未香、菅野温夫、鶴堀貴之
- プロデューサー：山田洋久（一時期チーフプロデューサー）、吉野克美/小林正治、岡部美樹

- 『ミンナでミンワ』
  - ディレクター：古波津陽
  - 音楽：松岡政長
  - 脚本：川手ふきの
  - ナレーション：小柴大造
  - 技術協力：Rawesome!
- 『ロンゴマックス』
  - 監督：くわじまゆきお
  - 脚本：武上純希
  - キャラクターデザイン：カサハラテツロー
  - 美術・撮影監督：本塚浩一
  - 3DCG監督：村井昌平
  - コンポジット：谷口宗樹
  - タイトルデザイン：肥後智志
  - 主題歌：『切磋琢磨』唄：ヨウヘイ

- 制作著作：フジテレビKIDS

### 過去のスタッフ
- ブレーン：Goma
- コレオグラファー：珍しいキノコ舞踊団
- 音楽：阿部海太郎、前山田健一、MU-STAR GROUP
- アート制作：SONIC、真賀里文子
- アニメーション：秋元きつね
- 技術：鈴木貴裕
- 撮影：菅原安、飯島正広
- 照明：野崎政克
- 美術：武田方征、平山雄大、岩崎隆史
- 衣装：doldol dolani、豆千代、原田りえ子
- ヘアメイク：小林真之
- 制作協力：ぷろだくしょんバオバブ
- BSフジ：熊谷剛→渡辺裕予→山田章雄→坪井進一郎→高橋正秀→久場孝子、真田夏希
- タイムキーパー：松本曜子
- ディレクター：池田純人、松井香与子、平出淳、後藤勝商、三島友紀子、大里圭介、大林基
- プロデューサー：森田倫代、岩崎宏美

## ネット局
- 『Beポンキッキ』から引き続き、2012年3月30日まで独立局の千葉テレビ（チバテレ）でも遅れネット放送。2014年8月3日からはコーナーアニメの「ロンゴマックス」を放送した。このチバテレでの放送が、ポンキッキシリーズでは最後の地上波での放送となった。

| 放送対象地域 | 放送局                      | 放送期間                                                                                        | 放送日時                                               | 系列   |
| ------------ | --------------------------- | ----------------------------------------------------------------------------------------------- | ------------------------------------------------------ | ------ |
| 千葉県       | 千葉テレビ （CTC/チバテレ） | 2011年5月9日 - 2012年3月30日（beポンキッキーズ） 2014年8月3日 - 2014年9月13日（ロンゴマックス） | 月曜 - 金曜 15時25分 - 15時55分 日曜 7時00分 - 7時30分 | 独立局 |

## DVD・CD
以下ポニーキャニオンより発売。
- ガチャピン チャレンジ☆シリーズ コンプリートBOX（DVD3枚組）（2013年10月16日）
- ガチャピン チャレンジ☆シリーズ ベストセレクション1・2（2013年11月2日）
- beポンキッキーズ 40thアニバーサリーボックス（DVD8枚組）（2014年3月19日）
- ベストヒット ponkickies melody vol.1・vol.2（2014年3月19日）
- P-kies 40周年記念ライブ in お台場新大陸（2015年3月4日）
- Ponkickies Melody みんなのうた（DVD+CD）（2016年9月21日）

## 書籍
- ガチャピン・ムックのメモリアルフォトブック 「おうちにかえろう」（ポニーキャニオン、2013年11月2日）